# Angel Rat
Az Angel Rat a kanadai Voivod együttes 1991-ben megjelent hatodik nagylemeze.
Az albumon a zenekar progresszív rock hatásai (Rush, Pink Floyd) érvényesülnek. A felvételeket a Rush albumainak producere, Terry Brown irányította. Megpróbáltak egy közérthetőbb irányba elmozdulni. Például először használnak hivatalosan billentyűs hangszereket egy Voivod albumon, és apró jelzés, de a lemezborítón már a tagok megszokott becenevei sem szerepelnek.
A kiadó és a csapat is komoly áttörést várt a lemeztől, de a remélt siker elmaradt. A lemezfelvételt követően a basszusgitáros Jean-Yves Theriault kilépett a zenekarból.

## Az album dalai
1. Shortwave Intro – 0:25
2. Panorama – 3:10
3. Clouds in My House – 4:47
4. The Prow – 3:30
5. Best Regards – 3:52
6. Twin Dummy – 2:52
7. Angel Rat – 3:35
8. Golem – 4:33
9. The Outcast – 3:17
10. Nuage Fractal – 3:43
11. Freedoom – 4:37
12. None of the Above – 4:08

## Közreműködők
- Denis Belanger "Snake" – ének
- Denis D'Amour "Piggy" – gitár
- Jean-Yves Theriault "Blacky" – basszusgitár
- Michel Langevin "Away" – dobok